# Eugene Rhuggenaath
Eugene Rhuggenaath (4 de febrero de 1970) es un político de Curazao y líder del partido del Partido Alternativa Real (PAR). Fue ministro de Desarrollo Económico en el Gabinete-Koeiman en 2016. Fue miembro del Consejo Insular de Curazao entre 2003 y diciembre de 2009 y de los Estados de Curazao desde mayo de 2017.
Durante las elecciones generales de Curazao de 2017, su partido recibió la mayoría de los votos. Rhuggenaath recibió la tarea de formar un nuevo gobierno de coalición por la gobernadora Lucille George-Wout con su partido, el Movimiento para unas Nuevas Antillas y el Partido Inovashon Nashonal .
Rhuggenaath prestó juramento como Primer Ministro el 29 de mayo del año 2017.
El 29 de septiembre de 2017, Rhuggenaath pronunció un discurso pidiendo una mayor aceptación al Orgullo Gay de Curazao, los activistas llamaron al discurso "histórico".
Durante la crisis de COVID-19 de 2020, Rhuggenaath se negó a aceptar un paquete de ayuda financiera de los Países Bajos, mientras que el 20 por ciento de la población dependía de la ayuda alimentaria. Al final se aceptaron las condiciones del paquete de ayuda financiera. Al mismo tiempo, Rhuggenaath y su gabinete aumentaron sus salarios para subvertir las condiciones del paquete de ayuda financiera. Mientras tanto, la Deuda Nacional del Estado ha aumentado a alrededor del 100 por ciento del PIB, después de que los Países Bajos proporcionaran un paquete de alivio de la deuda en 2010, logrando una Deuda Nacional del 28 por ciento en comparación con el PIB. Además, las calificaciones soberanas de Standard and Poor's bajaron sus expectativas debido a la mala gestión financiera que precedió a la crisis de COVID19, la Junta de Supervisión Financiera ya señaló al gobierno de Rhuggenaath varias veces antes de la crisis de COVID19 que estaba incumpliendo las reglas de deuda impuestas como parte del plan de alivio de la deuda implementado por Holanda en 2010.